# August Brändle
Friedrich August Brändle (* 24. November 1881 in Dornstetten; † 10. September 1931 in Fellbach) war ein deutscher Politiker.

## Leben
Im Alter von 27 Jahren wurde er Anfang 1908 als Nachfolger von Ernst Albert Friz Schultheiß von Fellbach.
Während des Ersten Weltkrieges reiste er mehrmals an die Front zu Fellbacher Einheiten. Später protestierte er im Fellbacher Tagblatt gegen den Friedensvertrag von Versailles und insbesondere den Young-Plan. Drei Monate später wurde eine von ihm genehmigte Versammlung der Hitlerjugend Fellbach gegen den Young-Plan angekündigt.
Er war Mitglied des Christlichen Vereins Junger Menschen und ab 1919 Vorsitzender des Evangelischen Vereins, der nach der Vereinigung des Vereins für christliche Kinderpflege und des Krankenpflegeverein gegründet wurde.
Schultheiß von Fellbach blieb er bis zu seinem Tod im September 1931. Er wurde auf dem Alten Friedhof beerdigt. In seiner Amtszeit trieb er die Planung des Kleinfeldfriedhofs voran, der 1933 als Ersatz für den Alten Friedhof eingeweiht wurde. 1928 wurde er Ehrenbürger der Stadt Fellbach.

## Nachwirkung
Nach dem Tod der Witwe von August Brändle errichtete die Stadt Fellbach 1972 bis 1974 auf einem von Brändle 1909 von dem verstorbenen Privatier Albert van Vloten erworbenen Anwesen ein Gebäude, in dem jetzt der Schultheiß-Brändle-Kindergarten untergebracht ist. Die Familie Brändle nutzte das Gebäude bis in die 1960er Jahre als Wohnhaus. Auf Wunsch der Witwe baute die Stadt Fellbach dort Kindergärten und Wohnungen. Das Gebäude Lindenstraße 17 wurde zu diesem Zweck bis auf den Keller abgerissen; dieser dient heute unter dem Namen „Mörike-Keller“ als städtischer Veranstaltungs- und Versammlungsraum.
Nach August Brändle ist in Fellbach die August-Brändle-Straße benannt.